# Kasaragod (distrikt)
Kāsaragod District är ett distrikt i Indien.   Det ligger i delstaten Kerala, i den södra delen av landet, 1 800 km söder om huvudstaden New Delhi. Antalet invånare är 1 307 375. Arean är 1 992 kvadratkilometer. Kāsaragod District gränsar till Kannur.
Terrängen i Kāsaragod District är platt norrut, men åt sydost är den kuperad.
Följande samhällen finns i Kāsaragod District:
- Kānnangād
- Kāsaragod
- Nīleshwar
- Bedadka
- Manjeshwara